# 캐슬린 하워드

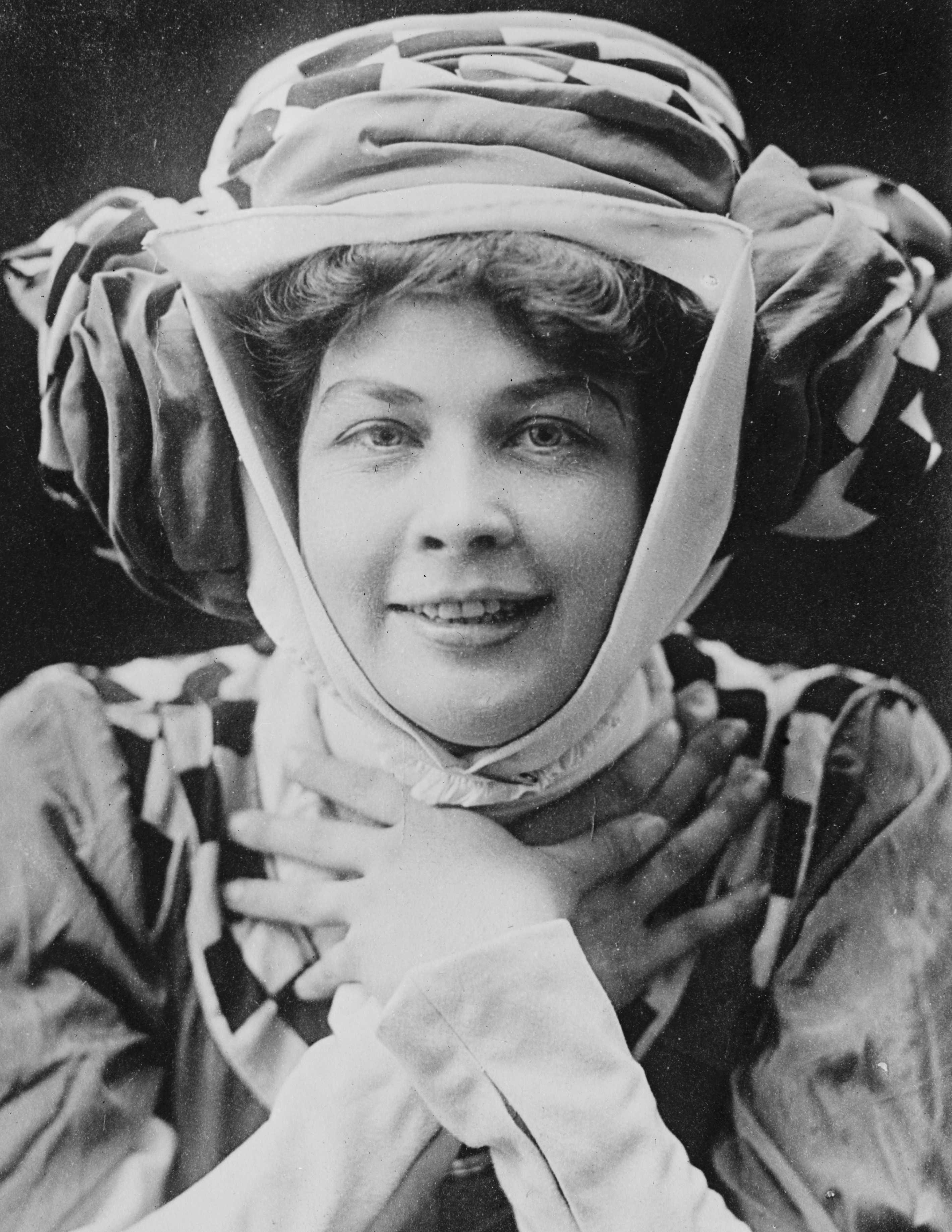

캐슬린 하워드(Kathleen Howard, 1884년 7월 27일 ~ 1956년 4월 15일)는 캐나다의 배우, 가수, 오페라 가수, 편집자, 텔레비전 배우, 저널리스트, 영화배우이다.
온타리오주에서 태어났으며 할리우드에서 사망하였다.

## 영화
- 레이트 조지 애플리 (1947년)
- 센테니얼 썸머 (1946년)
- 이디 워즈 어 레이디 (1945년)
- 로라 (1944년) - 루이즈 역
- 너무도 아름다운 당신 (1942년)
- 애정은 강물처럼 (1941년)
- 볼 오브 파이어 (1941년)
- 영 피플 (1940년)
- 쓰리 스마트 걸 그로우 업 (1939년)
- 퍼스트 러브 (1939년)
- 이것이 선물 (1934년)
- 명절에 나타난 저승사자 (1934년)